# Ilse Nolting-Hauff
Ilse Nolting-Hauff (* 1933 in Bremen; † 14. Juni 1997 in Frankfurt am Main) war eine deutsche Romanistin und Hispanistin.

## Leben und Werk
Ilse Nolting-Hauff studierte in Hamburg, Heidelberg und Aix-en-Provence. Sie wurde 1956 an der Universität Heidelberg promoviert mit der Arbeit Die Stellung der Liebeskasuistik im höfischen Roman (Heidelberg 1959). Sie habilitierte sich 1965 an der Universität Bonn bei Karl Maurer (Romanist) mit der Schrift Vision, Satire und Pointe in Quevedos Sueños (München 1968, spanisch: Visión, sátira y agudeza en los „Sueños“ de Quevedo, Madrid 1974) und folgte ihm zur Ruhr-Universität Bochum als ordentliche Professorin für Romanistik.  Von 1974 bis zu ihrem Tod war sie ordentliche Professorin für Romanische Philologie an der Ludwig-Maximilians-Universität München (dort von 1993 bis 1995 auch Dekanin).

## Werke
- (Hrsg. und Übersetzerin) Chrestien de Troyes, Yvain, München 1962
- (Hrsg. mit Joachim Schulze) Das fremde Wort. Studien zur Interdependenz von Texten. Festschrift für Karl Maurer zum 60. Geburtstag, Amsterdam 1988
- (Hrsg.) Textüberlieferung – Textedition – Textkommentar. Kolloquium zur Vorbereitung einer Kritischen Ausgabe des Sueño de la Muerte von Quevedo (Bochum 1990), Tübingen 1993
- (Hrsg. mit Karl Maurer und Kurt Ochs) Francisco de Quevedo y Villegas, Sueño de la muerte. Kritische Ausgabe, Tübingen 2013